# Flashback (1969)
Flashback ist ein italienisches Kriegsdrama von Raffaele Andreassi aus dem Jahr 1969. Eine Aufführung im deutschsprachigen Raum erfolgte bislang nicht.

## Inhalt
Italien, im Frühling 1945. Während sich die deutschen Truppen in die Gotenstellung zurückziehen, schläft Soldat Heinz Prüller beim Wachesitzen auf einem Baum ein und ist, als er erwacht, in einem kleinen toskanischen Ort nun abgeschnitten von seinen Kameraden. Die langen Stunden der Einsamkeit bieten ihm die Möglichkeit, die Ereignisse seines Lebens, die unauslöschliche Spuren hinterlassen haben, nachzuerleben. Darunter sind erste und brutale Kriegserfahrungen, sowohl als Betrachter als auch als Protagonist.
Währenddessen deutlich wird, was ihn von einem sensiblen jungen Mann zu einem Killer und Vergewaltiger hat werden lassen, beginnt um ihn herum langsam das normale Leben wieder; die Menschen kehren in ihre Häuser und zu ihrer Arbeit zurück. Hans verlässt seinen Platz und geht, fasziniert von den ihn umgebenden Bildern des Friedens, aus dem kleinen Ort. Aus der Ferne wird er von einem Unbekannten erschossen.

## Kritik
Mymovies urteilt: Ein einzigartiger Film, fast ohne Budget gedreht, nahezu ohne Dialoge und ohne Musik – jedoch einem beeindruckenden Soundtrack aus Geräuschen – der zumindest ansatzweise als eine herkömmliche Erzählweisen ignorierendes, moralisches Gedicht von großer Spannung bezeichnet werden kann.

## Auszeichnungen
Im Jahr 1969 nahm der Film am Cannes-Film-Festival teil und wurde für die Goldene Palme nominiert.
Unter den Auszeichnungen des Films ist auch der der ausländischen Presse bei den Golden Globe Awards.